# Mauricijski kreolski jezik
Mauricijski kreolski (ISO 639-3: mfe; mauricijski; morisyen, maurysen; mauritius creole french, kreole, kreol, mauritian) kreolski jezik ili dijalekt s Mauricijusa. Skoro sve riječi ovog jezika potiču iz francuskog jezika, dok ostale riječi dolaze iz engleskog, portugalskog, i hindi jezika. Govori ga	800 000 na Mauricijusu (2005).
Taj jezik je lingua franca zemlje u kojoj je standardni francuski široko rasprostranjen. Francuski jezik dominira u parlamentu, sudovima i akademskim institucijama, dok je kreolski rasprostranjen kao govorni jezik.
Kreolski nije standardiziran i kao takav nema rječnik. Jednostavniji je od francuskog i zato je njegova upotreba u stalnom porastu.
Mauricijski kreolski je sličan francuskom po izgovoru, ali ima neke bitne razlike. Kreolski nema neke samoglasnike koji postoje u francuskom.
Na primjer, manger (jesti) se na kreolskom piše manzer, a izgovara kao francuska riječ, osim što se glas ž izgovara kao z. Duboko u, koje se koristi u francuskim riječima un i deux, se u kreolskom izgovara kao en i de.

## Primjer

### Oče naš
| Nou Papa ki dan le siel Fer rekonet ki to nom sin, Fer ki to regn vini, Fer to volonte akompli, Lor la terre koman dan le siel. Donn nou azordi di pin ki nou bizin. Pardonn-nou nou bann ofans, Koman nou osi pardonn le zot ki fin ofans nou. Pa less nou tom dan tentation Me tir-nu depi lemal. | Oče naš, koji jesi na nebesima, sveti se ime Tvoje, dođi kraljevstvo Tvoje, budi volja Tvoja, kako na nebu, tako i na zemlji. Kruh naš svagdanji daj nam danas, i otpusti nam duge naše, kako i mi otpuštamo dužnicima našim, i ne uvedi nas u napast, nego izbavi nas od Zla! |

## Poveznice
- Kreolski jezici temeljeni na francuskom jeziku

## Vanjske poveznice
- Ethnologue (14th)
- Ethnologue (15th)